# Isabel de Ocampo García
Isabel de Ocampo García (Salamanca, 1970) és una directora de cinema, guionista i productora espanyola. En 2009 va ser guanyadora d'un Premi Goya al millor curtmetratge de ficció per "Miente" i en 2012 va ser nominada al Goya com a directora novella pel seu llargmetratge "Evelyn".

## Biografia
Llicenciada en Comunicació Audiovisual per la Universitat Complutense de Madrid, va estudiar Direcció a l'Escola de Cinematografia de Madrid (ECAM) de la qual va ser Padrina d'Honor en la 18è promoció en 2015. Va començar a treballar als 17 anys com a locutora en la Cadena Ser de Salamanca, passant posteriorment a Onda Cero, i combinant estudis i treball. També va treballar com a redactora creativa en una empresa de publicitat. En finalitzar en la Universitat els seus estudis de cinema va començar el seu aprenentatge del mitjà com a meritòria de direcció, després com a auxiliar i com a ajudant de direcció, fins que es va establir com script.
En 1998 va realitzar el seu primer curtmetratge “Cría zapatillas y te sacarán los cordones” al que siguieron “Tus labios” (2003) i “EspermaZotoides” (2005). El 2003 va crear la productora Mandil Audiovisuales amb la qual produeix els seus curtmetratges i documentals.
De 2012 a 2014 va assumir la presidència de CIMA Associació de dones cineastes i de mitjans audiovisuals, organització a la qual pertany des de 2010 quan va prendre el relleu a Inés París al capdavant de l'organització durant els primers sis anys. També va ser presidenta executiva de la Xarxa Europea de Dones (EWA European Women's Audiovisual Network) durant el període 2012-2018.
En 2009 va obtenir el premi Goya al Millor curtmetratge de ficció per Miente i el 2012 nominada al Goya a la Millor Direcció Novella pel seu llargmetratge Evelyn, la història d'una dona llatinoamericana que viatja des del seu poble natal a Espanya pensant que treballarà de cambrera, però és enganyada i segrestada per a exercir la prostitució en un club de carretera i transformant-se en esclava sexual.
El 2014 va estrenar Piratas y Libélulas, documental sobre el poder terapèutic del teatre en els barris conflictius, que va obtenir una Menció honorífica del Jurat en el Festival Internacional de Valladolid SEMINCI 2013. El 2015 inicià el rodatge del documental Serás hombre estrenat a la Seminci de Valladolid el 2018 sobre masclisme, masculinitat i prostitució, protagonitzat per l'artista Abel Azcona.
El 2017 es va sumar a la campanya internacional Me Too denunciant que als 14 anys va sofrir una agressió sexual a l'institut.
A l'abril de 2020 durant la crisi de la pandèmia del coronavirus la cineasta va cedir de manera temporal el seu premi Goya, obtingut l'any 2009 als sanitaris de l'hospital Ramón y Cajal de Madrid, com a manera de premiar de manera simbòlica tant a aquests professionals sanitaris com als pacients amb coronavirus perquè «sobreviure al COVID-19 és una cosa molt gran i mereix un premi» i va demanar a les seves companyes i companys premiats amb un Goya que seguissin la iniciativa i també els cedissin.

## Filmografia
- 1998, Cría zapatillas y te sacarán los cordones. Curtmetratge
- 2003, Tus labios. Curtmetratge
- 2005, EspermaZotoides. Curtmetratge
- 2008, Miente. Curtmetratge
- 2008, En la línea Azul - In The Blue Line. Mediometraje
- 2012, Evelyn. Largometraje
- 2012, La raya que me raya. Curtmetratge
- 2013, Piratas y Libélulas. Documental
- 2018, Serás hombre. Llargmetratge Documental

## Premis i reconeixements
- 2009 Goya al millor curtmetratge por Miente
- 2012 Nominació - Millor Director Novell per Evelyn
- 2013 Festival de Cinema Europeu de Sevilla Secció Especial per Piratas y Libélulas
- 2013 Festival de Valladolid - SEMINCI Menció Especial del Jurat a Tiempo de Historia per Piratas y Libélulas